# Caramel (film)
Caramel è un film franco-libanese del 2007 diretto da Nadine Labaki, al suo esordio nella regia cinematografica.
Il titolo fa riferimento a una tecnica di epilazione che consiste nel creare una pasta scaldando insieme zucchero, acqua e succo di limone. Labaki fa anche simbolicamente riferimento al carattere dolce-amaro della vita che emerge nel film, e mostra come le relazioni quotidiane possano a volte essere "appiccicose" ma alla fine prevale la sorellanza che unisce i personaggi femminili centrali.

## Trama
Le vite di cinque donne libanesi si incrociano.
Layale lavora in un salone di bellezza a Beirut assieme ad altre due donne, Nisrine e Rima. Ognuna ha un problema: Layale è imprigionata in una relazione con un uomo sposato e padre di una bambina, ma viene corteggiata da un poliziotto; Nisrine e il suo promesso sposo sono entrambi musulmani, ma lei non è più vergine e nessuno lo sa; Rima è attratta dalle donne. A loro si aggiungono Jamale e Rose: la prima è una cliente fissa, madre single di due adolescenti e aspirante attrice preoccupata di stare invecchiando, mentre la seconda è un'anziana sarta con il negozio accanto al salone e che ha dedicato la sua vita a prendersi cura della sorella maggiore Lili, psicologicamente squilibrata, trascurando sé stessa.

## Produzione
Le riprese di Caramel sono terminate appena nove giorni prima che scoppiasse la guerra con Israele nel luglio del 2006, ed è stato pubblicato a Cannes un anno dopo. Un vecchio negozio di vestiti nel distretto di Gemmayze a Beirut è stato trasformato nel salone in cui le riprese del film hanno avuto luogo. Caroline Labaki, sorella di Nadine, è stata una delle responsabili dei costumi. La musica è stata composta da Khaled Mouzanar, che Labaki ha sposato poco dopo la distribuzione del film.

## Distribuzione
Il film è stato presentato nella Quinzaine des Réalisateurs al 60º Festival di Cannes. Caramel è stato in seguito distribuito in oltre 40 paesi, divenendo ben presto uno dei film libanesi più conosciuti e acclamati a livello internazionale.
Il pubblico è rimasto colpito dalla storia semplice, ma viva di cinque donne libanesi che si confrontano con un amore proibito, il rispetto delle tradizioni, la repressione della sessualità, lo sforzo per accettare l'incombere dell'età, il conflitto tra dovere e desiderio. Il film di Labaki è unico nel non voler mostrare una Beirut devastata dalla guerra, ma farla conoscere nelle forme calde e esotiche di un invitante locale, dove le persone si rapportano con temi largamente universali.

## Accoglienza
(Rossella Parascandola, Almanacco Cinema, 6 maggio 2024)